# De aquí a la eternidad (novela)
De aquí a la eternidad es la novela debut del autor estadounidense James Jones, publicada por Scribner's en 1951. Ambientada en 1941, la narración se centra en varios miembros de una compañía de infantería del ejército estadounidense estacionada en Hawái en los meses previos al ataque japonés a Pearl Harbor.
Se basa libremente en las experiencias de Jones en la 27.ª Infantería de la División Hawaiana anterior a la Segunda Guerra Mundial y en la unidad en la que sirvió, la Compañía E ("La Compañía de Boxeo"). Hal Gould, compañero de la compañía, afirmó que, si bien la novela se basaba en la compañía, incluyendo algunas representaciones de personas reales, los personajes son ficticios y las duras condiciones y los sucesos descritos son inventos. Otros miembros de la compañía que sirvieron con Jones afirmaron que "el libro 'De aquí a la eternidad' es 80 % cierto" o 90 % cierto. Tras ver la adaptación cinematográfica de 1953, Joseph A. Maggio, miembro de la compañía, demandó a Jones, a sus editores y a Columbia Pictures, alegando difamación de su persona. Robert Lee Stewart, en quien se basa el personaje Robert E. Lee Prewitt, manifestó su disgusto por la novela de Jones: "Estaba infeliz por la simple razón de que sentí que era una invasión de mi privacidad. Nunca se lo habría hecho a él, era mi amigo". Stewart decidió no presentar una demanda porque valoraba la camaradería que él y Jones habían desarrollado mientras servían en el ejército.
De aquí a la eternidad ganó el Premio Nacional del Libro y fue nombrada una de las 100 mejores novelas del siglo XX por del Modern Library Board. El libro se convirtió más tarde en una película ganadora del premio Oscar, dirigida por Fred Zinnemann y protagonizada por Burt Lancaster, Montgomery Clift, Deborah Kerr, Donna Reed y Frank Sinatra  y Ernest Borgnine. 

## Argumento
En febrero de 1941, el soldado Robert E. Lee Prewitt, apodado "Prew", se presenta en su nuevo destino en la Compañía G, una unidad de infantería del ejército de Estados Unidos estacionada en el Schofield Barracks en Hawái. Prew es un soldado de carrera (un "hombre de treinta años") con seis años de servicio y un talentoso corneta. Fue transferido desde su última unidad, un Cuerpo de Cornetas, con una reducción al rango más bajo después de quejarse de que un corneta menos hábil, que era pareja sexual del corneta jefe, había sido nombrado primer corneta en lugar de él. 
El oficial al mando de la Compañía G es el capitán Dana "Dynamite" Holmes, el entrenador de boxeo del regimiento, quien eligió a Prew para su unidad debido a su historial como talentoso boxeador de peso welter. Holmes cree que ganar un campeonato de boxeo aumentará sus posibilidades de ascenso y se concentra en construir un equipo fuerte, ofreciendo incentivos como ascensos a los hombres que boxean bien. Sin embargo, Prew abandonó el boxeo después de cegar accidentalmente a su compañero de entrenamiento e incluso se transfirió de un regimiento anterior para alejarse del boxeo. Prew se niega a boxear para el equipo de Holmes, por lo que su guía de pelotón, el sargento Galovitch, y otros le dan "El Tratamiento". que es un ritual de novatadas diario en el que Prew es constantemente seleccionado para realizar ejercicios de instrucción adicionales, castigos injustificados y tareas de trabajo no deseadas con la esperanza de que se canse por agotamiento. A pesar del abuso, Prew se niega a cambiar de opinión sobre el boxeo.
El primer sargento de Holmes, Milt Warden, es un soldado de carrera que, como suboficial de mayor rango, hace la mayor parte del trabajo de dirigir la compañía mientras el capitán Holmes está buscando un ascenso o mujeres. El director es eficiente en su trabajo y comprensivo con los hombres bajo su mando. Él llega a respetar a Prew, y en un momento incluso se queda fuera hasta tarde emborrachándose con él y luego se asegura de que llegue a casa sano y salvo sin ser disciplinado. Warden también ha escuchado que la esposa de Holmes, Karen, se ha acostado con varios otros hombres en su unidad y comienza un romance con ella. El director descubre que el comportamiento promiscuo de Karen se debe a que su marido la engañó y le contagió gonorrea años después de su matrimonio, lo que la obligó a someterse a una histerectomía como parte de la cura. Karen y Warden se enamoran, y Warden continúa viéndola en secreto a pesar del riesgo para su carrera y una posible sentencia de prisión militar en Leavenworth si Holmes se entera. Holmes se da cuenta de que su esposa tiene una aventura, pero no sospecha que es con Warden. Karen quiere que Warden tome un curso de capacitación para convertirse en oficial para poder casarse con él y divorciarse de Holmes. El director cree que esto sería inapropiado además de sus sentimientos encontrados sobre los oficiales.
Debido al menor salario y la falta de perspectivas para su relación, Prew abandonó a su novia local, Violet, que era de ascendencia japonesa-hawaiana. En un burdel que atiende a militares, Prew conoce a Lorene, una prostituta blanca estadounidense cuyo verdadero nombre es Alma Schmidt. Lorene planea ahorrar el dinero que gana y usarlo para establecerse en la sociedad respetable de su ciudad natal de Oregon y eventualmente casarse con un hombre tan respetable que nadie creería jamás que ella había sido una prostituta. Ella y Prew se enamoran, pero ella se niega a casarse con él porque no cree que sea lo suficientemente respetable.
Prew se ha hecho amigo de un nuevo soldado joven, el soldado Angelo Maggio, cuyo comportamiento impetuoso a veces lo mete en problemas. Al regresar de una noche de borrachera en la ciudad, Prew y Maggio se encuentran con policías militares (MP) y Maggio pelea contra ellos. Como resultado, Maggio es sentenciado a pasar una temporada en la empalizada, la prisión militar local.
Antes del gran combate de boxeo de la compañía, Prew se pelea con el soldado de primera clase Isaac Bloom, uno de los boxeadores, y lo golpea tan brutalmente que existe la preocupación de que Bloom ya no pueda boxear. Sin embargo, Bloom boxea y gana su combate con un nocaut rápido. Más tarde, el sargento Galovitch ataca a Prew con un cuchillo mientras Prew está desarmado. Prew noquea al sargento Galovitch, pero se niega a testificar que Galovitch tenía un cuchillo; como resultado, Prew es sentenciado a tres meses en la empalizada. Mientras Prew está en la prisión, Bloom, un homosexual encubierto, se suicida.
En la empalizada, Prew ve a prisioneros siendo golpeados y abusados rutinariamente por el Sargento "Fatso" Judson, el segundo al mando de la prisión. Prew se reencuentra con Maggio, quien está en el cuartel "Número Dos", donde se encuentran los prisioneros más recalcitrantes. Maggio ha sufrido repetidas palizas y confinamiento solitario en la prisión y, como resultado, ahora se ha endurecido. Prew planea ser transferido al Número Dos cometiendo una infracción y luego siendo golpeado y después pasando tiempo en el "Agujero Negro", una celda oscura de confinamiento solitario donde los prisioneros son alimentados con raciones mínimas de pan y agua. Después de salir, lo colocan en el número dos y forma una camaradería con los demás prisioneros allí. Maggio planea escapar de la prisión y del ejército por completo fingiendo haberse vuelto loco. Judson lo golpea repetidamente durante días, sospecha que está fingiendo y trata de hacerle admitirlo, pero sin éxito. Mientras tanto, Maggio logra enviar un mensaje a sus amigos diciéndoles que está bien. A Maggio le dan una baja deshonrosa de la Sección 8, y Prew nunca lo vuelve a ver.
Judson interroga a uno de los otros prisioneros del Número Dos, Blues Berry, y termina torturando y golpeando a Berry hasta la muerte frente a sus compañeros del cuartel del Número Dos, incluido Prew. Prew jura matar a Judson cuando sea liberado. Prew es liberado más tarde y regresa a la Compañía G, que ha cambiado. Holmes recibió un ascenso y abandonó la compañía, y Galovitch fue reducido de rango después del incidente de la pelea con cuchillos. Días después, Prew llega a la ciudad, encuentra a Judson, lo desafía a una pelea con cuchillos y lo mata, pero sufre heridas graves. Él se ausenta sin permiso a la casa de Alma para recuperarse y se queda allí después de recuperarse a pesar de que su relación con Alma se está deteriorando. Prew ya no desea hacer del ejército su carrera, pero no tiene otras ideas sobre lo que podría hacer, y Alma está haciendo planes para regresar a Oregon sin él. Prew tiene miedo de ser encarcelado por matar a Judson, pero durante una reunión clandestina con Warden, descubre que no ha sido sospechoso del asesinato. Sin embargo, Warden le dice que podría tener que cumplir un mes en prisión por el tiempo que pasó ausente sin permiso, lo que hace que Prew vuelva a esconderse en casa de Alma para evitar regresar allí.
Los japoneses atacan Pearl Harbor, aunque la mayor parte del daño se produce en el puerto y en Hickam Field, en lugar de en el cuartel Schofield. Prew decide que debe regresar a su unidad y se despide de Alma para siempre. En el camino de regreso es detenido por guardias y como no tiene identificación pretenden arrestarlo. No queriendo regresar a prisión, corre, le disparan y lo matan. El celador viene a identificarlo y recoger sus efectos personales.
Warden se despide de Karen, ya que él participará en el combate en la Segunda Guerra Mundial y ella regresará a los Estados Unidos continentales. En el barco que sale de Hawái, Karen conoce a una chica que dice que fue secretaria ejecutiva en la isla y que su prometido, llamado Robert E. Lee Prewitt y de "una antigua familia de Virginia", era un piloto de bombardero muerto en el ataque a Hickam Field que recibió póstumamente la Estrella de Plata. Karen, cuando Warden le cuenta sobre Prew, se da cuenta de que la muchacha es la exprostituta, Lorene.

## Personajes principales
- Soldado Robert E. Lee "Prew" Prewitt: Un soldado de carrera con seis años de servicio a los 23 años. Después de la desintegración de su pobre familia minera en Kentucky, fue un vagabundo adolescente durante la Gran Depresión antes de alistarse en el Ejército de los Estados Unidos a los 17 años. En el ejército, aprendió a boxear y a tocar la corneta.[11]
- Sargento Primero Milton Anthony "Milt" Warden – A sus 34 años, ya ha servido en varios países diferentes y es un administrador eficiente que se encarga de las operaciones diarias de la Compañía G. Es duro pero justo y comprensivo con sus hombres alistados. Se muestra escéptico respecto de las capacidades de los oficiales comisionados. Tiene un romance con Karen Holmes y se enamora de ella.[11]
- Capitán Dana "Dinamita" Holmes: oficial al mando de la Compañía G y entrenador de boxeo del regimiento, espera obtener un ascenso, por lo que presiona a sus hombres para que se desempeñen bien en el boxeo y pasa tiempo congraciándose con sus superiores. Deja que Warden haga el trabajo real de dirigir la tropa. Está casado con Karen, pero la engaña y la descuida. Finalmente es ascendido a Mayor y transferido fuera de la Compañía G.[11]
- Karen Holmes: la hermosa esposa del capitán Holmes, quien fue obligada a someterse a una histerectomía como tratamiento por la gonorrea que contrajo de su esposo. Como resultado, su matrimonio se vuelve tenso y ella tiene aventuras, incluso con Stark y Warden, de quien se enamora.[11]
- Lorene/Alma Schmidt – Una hermosa prostituta que llegó a Hawái desde Oregón, después de haber recurrido a la prostitución luego de que su rico novio de su ciudad natal la abandonara y se casara con alguien de una clase social superior. Ella planea ganar suficiente dinero en Hawaii para establecerse en una clase social más alta en su país y eventualmente casarse con un hombre de reputación impecable para que nadie sospeche jamás que ha sido una prostituta. Ella se enamora de Prew pero no se casa con él debido a su bajo estatus social.[11]
- Soldado Angelo Maggio: un joven recluta italiano, impulsivo y franco, originario de Brooklyn, que se convierte en un buen amigo de Prew. Para complementar su sueldo, es un acompañante pagado (y a veces compañero en la versión restaurada de la novela) de homosexuales, aunque parece ser heterosexual. Pelea con la policía militar mientras está borracho y es sentenciado a prisión, donde sufre palizas y abusos por parte de "Fatso" Judson antes de obtener finalmente la baja de la Sección 8.[11]
- Soldado de primera clase Isaac Bloom: un soldado de infantería judío que, a diferencia de Prewitt, se une al equipo de boxeo del capitán Holmes con la esperanza de avanzar en su carrera militar. Se pelea con Maggio y Prewitt, y siente que la gente lo detesta por ser judío, entre otras cosas. Más tarde, es ascendido a cabo, pero cuando lo envían a la escuela de entrenamiento de suboficiales, lo expulsan. Él teme secretamente ser homosexual y termina suicidándose.[12]
- Sargento de comedor Maylon Stark: el cocinero jefe de la compañía, anteriormente estuvo con la tropa del capitán Holmes en Fort Bliss, donde tuvo un romance con Karen Holmes.
- Sargento/Guía de pelotón “Old Ike” Galovitch: un soldado mayor de origen yugoslavo que le da a Prew “el tratamiento” cuando se niega a boxear. Ataca a Prew con un cuchillo, lo que hace que este se defienda con los puños y luego sea sentenciado a prisión.
- Sargento James "Fatso" Judson: el sádico segundo al mando de la Empalizada, Judson golpea y tortura a prisioneros por infracciones menores o insubordinación y mata a Blues Berry. Judson luego es asesinado por Prew.[12]
- Jack Malloy: un prisionero carismático, duro e inquebrantable en la prisión militar, que anteriormente fue organizador laboral y marinero.Un filósofo y líder natura que le da a Prewitt el coraje que necesita para enfrentarse al castigo inhumano. Finalmente escapa y es sospechoso de matar a Judson.[13]
- Blues Berry: amigo de Prew y Maggio y compañero de prisión, quien es torturado hasta la muerte por Judson.

## Título
El título se inspiró indirectamente en un verso del poema de Rudyard Kipling Gentleman Rankers:

Gentlemen-rankers out on a spree,

Damned from here to Eternity,

God ha' mercy on such as we,

Baa! Yah! Bah!
Caballeros de rango de juerga,

Condenados de aquí a la eternidad,

Dios tenga misericordia de nosotros como nosotros,

¡Balido! ¡Sí! ¡Bah!

La frase "de aquí a la eternidad" fue incorporada a la "Canción Whiffenpoof", cantada por estudiantes de primer año de la Universidad de Yale, y fue este uso el que inspiró directamente a Jones, según informó a su editor Maxwell Perkins. 

## Contexto
Tres de los personajes centrales son esencialmente similares en las tres novelas de Jones sobre la Segunda Guerra Mundial, pero sus nombres están alterados. De aquí a la eternidad cuenta con el primer sargento Milton Warden, el soldado Robert Prewitt y el sargento de comedor Maylon Stark. The Thin Red Line (1962) presenta personajes similares llamados el sargento primero Edward Welsh, el soldado Robert Witt y el sargento de comedor Maynard Storm. En Whistle (1978) reaparecen nuevamente personajes análogos llamados Sargento Mart Winch, Bobby Prell y Johnny "Mother" Strange.

## Recortes posteriores
En 2009, la hija del autor, Kaylie Jones, reveló que su padre se había visto obligado a realizar una serie de recortes previos a la publicación, eliminando algunos improperios y algunos pasajes de contenido sexual homosexual. En mayo de 2011, Open Road publicó una nueva edición del libro, con los pasajes previamente censurados restaurados, como libro electrónico.  Posteriormente fue publicado en formato impreso en 2013 por Penguin como parte de su Colección de Clásicos Modernos.

## Recepción
De aquí a la eternidad ganó el tercer Premio Nacional del Libro de Estados Unidos en 1952.
Hasta el estreno de la película en agosto de 1953, el libro había vendido 400.000 copias y vendía un promedio de 500 copias al mes. Después del estreno de la película, las ventas aumentaron a 4.000 copias por semana. A medida que la película suavizaba el lenguaje fuerte utilizado en el libro, se sugirió que las ventas podrían haber sido influenciadas en parte por la gente que quería descubrir "qué palabras usaba James". 
La novela ocupa el puesto número 62 en la lista de las 100 mejores novelas de Modern Library.
Joan Didion fue una gran admiradora de De aquí a la eternidad y analizó su papel en la configuración de sus percepciones de Hawái en su ensayo "En las islas", incluido en su libro de 1979 El álbum blanco.

## Adaptaciones

### Televisión y cine
- De aquí a la eternidad fue adaptada como una película de 1953 del mismo nombre dirigida por Fred Zinnemann y producida por Buddy Adler, protagonizada por Burt Lancaster y Deborah Kerr en la famosa escena en la que se abrazan y se besan en las olas de la playa.  La película ganó ocho premios Oscar, incluido el otorgado a la mejor película.[21]
- Fue adaptada dos veces para televisión como una miniserie homónima en 1979[22] y como una serie homónima en 1980.[23]

### Musical
- Una adaptación musical de la novela se estrenó en el Teatro Shaftesbury de Londres en octubre de 2013. [24]